# Patrick Wilson (baterista)
Patrick “Pat” George Wilson (Buffalo, Nueva York; 1 de febrero de 1969) es un músico estadounidense, más conocido por ser el baterista de la banda de rock alternativo y power pop Weezer. También es vocalista y guitarrista de su propia banda, The Special Goodness.

## Carrera
Miembro desde su inicio en 1992, Patrick Wilson ha participado en cada uno de los discos de la banda Weezer como el baterista oficial y en ciertas giras como guitarrista principal. Ha participado en varios proyectos alternos de otros miembros de la banda, tal es el caso de The Rentals, proyecto paralelo del exbajista de Weezer, Matt Sharp, donde tocaría un tiempo las percusiones y ayudaría en la grabación del disco Return of The Rentals en 1995, más nunca salió de gira con ellos. En cuanto a material de composición, Patrick ha coescrito canciones como "The World Has Turned and Left Me Here", "Surf Wax America" y "My Name Is Jonas".
En 1998 inició el proyecto The Special Goodness, grupo con el que ha grabado tres discos. Últimamente, la alineación de la banda no está exactamente establecida, pero en la grabación de su último disco participaron Pat y Atom Willard.

## Vida privada
Patrick Wilson está casado con Jennifer Wilson. En 2004 nació su primer hijo, Charlie Wilson, y en 2008 nació su segundo hijo, Ian Wilson.

## Discografía

### ConWeezer
- The Blue Album (1994)
- Pinkerton (1996)
- The Green Album (2001)
- Maladroit (2002)
- The Lion and the Witch (EP) (2002)
- Make Believe (2005)
- The Red Album (2008)
- Raditude (2009)
- Hurley (2010)
- Death to False Metal (2010)
- Everything Will Be Alright in the End (2014)
- The White Album (2016)
- Pacific Daydream (2017)
- The Teal Album (2019)
- The Black Album (2019)
- Van Weezer (2021)

### ConThe Special Goodness
- Special Goodness (1998)
- At Some Point, Birds and Flowers Became Interesting (2001) (también conocido como "Pinecone")
- Land Air Sea (2003)

### ConThe Rentals
- Return of the Rentals (1995)